# Wang Fang (dinastia Han)
En aquest nom xinès, el cognom és Wang.
Wang Fang va ser un oficial militar servint sota el senyor de la guerra Dong Zhuo durant el període de la tardana Dinastia Han Oriental de la història xinesa. Després de la mort de Dong, va ajudar a assetjar Chang'an amb la força invasora dels oficial lleials a Dong Zhuo.

## En la ficció
En la novel·la històrica del Romanç dels Tres Regnes de Luo Guanzhong, ell juntament amb Li Meng fa un pacte secret amb els partidaris de Dong que s'apropaven a Chang'an, obrint-los les portes des de dins per permetre la seva entrada a la ciutat controlada per Wang Yun.
Més tard desafiaria a Ma Chao, que havia sortit a enfrontar-se amb els partidaris en una altra invasió de Chang'an, esta vegada per part de Ma Teng i Han Sui, però moriria en eixe mateix duel contra ell.